# 후백
후백(侯白: 생몰년 미상)은 자가 군소(君素)이며 위군(魏郡) 임장(지금의 허베이성 린장현) 사람이다.

## 이력
학문을 좋아하고 재기가 민첩했으며 골계와 언변에 능했다. 수재에 천거되어 유림랑이 되었다. 위의를 내세우지 않고 우스갯소리를 잘해 그가 가는 곳마다 사람들이 시장처럼 북적댔다. 수 문제 양견이 그를 불러 비서성에서 국사를 수찬하게 했으며, 나중에는 5품의 식록을 주었으나 한 달여 만에 죽고 말았다. 저작으로는 《계안록》과 《정이기》가 있다.

## 전기 자료
- 《수서》 권58, 〈열전〉23, 육상(陸爽)
- 《북사》 권83, 〈열전〉71, [문원], 후백(侯白)